# Абрамовский могильник
Абра́мовский моги́льник — археологический памятник древней мордвы IV—VII вв. у села Абрамово Арзамасского района Нижегородской области. Исследовали В. Ф. Черников (1960) и М. Ф. Жиганов (1970—1971, 1973—1975). Вскрыто 272 погребения.
Большинство захоронений в могильнике совершено по обряду трупоположения с северной ориентировкой, есть трупосожжения. Остатки кремации вместе с золой и углями рассыпаны по дну погребальной ямы, в одном случае угли собраны в глиняный сосуд. Погребения свидетельствуют о культе огня как очистительной силы. Выявлены ритуальное захоронение коня, много изделий из бронзы и железа, нарядный головной убор на матерчатой основе, нагрудные и шейные украшения (выделяются 2 подвески и застёжка с эмалью красного цвета, фибула с пластинчатым корпусом, крупные литые ажурные бляхи с изображением коня), поясные наборы, пряжки, браслеты, наконечники копий, стрел, мечи, втульчатые топоры и др. Почти в каждом женском захоронении найдены височные подвески с грузиком.